# 6414 Mizunuma
6414 Mizunuma è un asteroide della fascia principale. Scoperto nel 1993, presenta un'orbita caratterizzata da un semiasse maggiore pari a 2,1362151 UA e da un'eccentricità di 0,0689023, inclinata di 1,82159° rispetto all'eclittica.